# Epicentrum

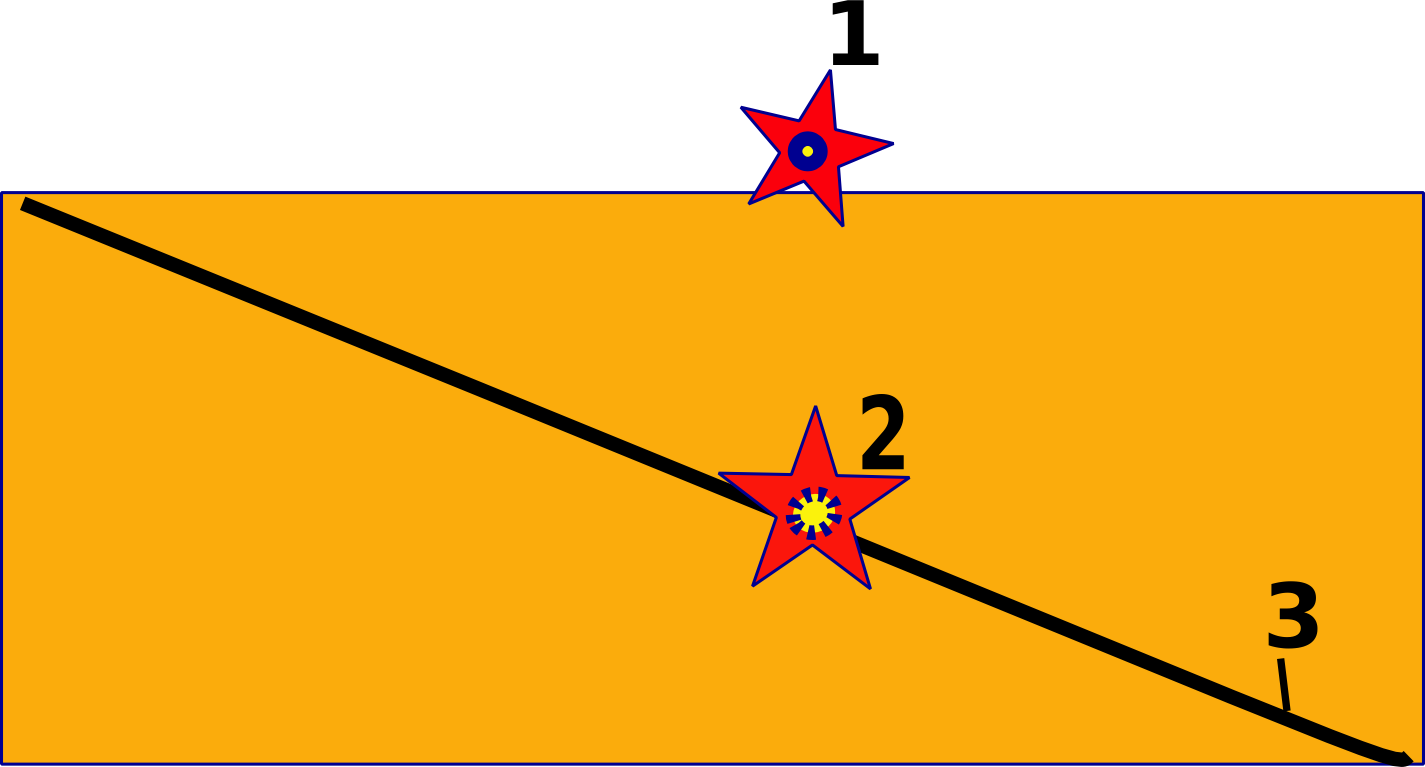
1. epicentrum
2. hipocentrum
3. uskok

Epicentrum (z gr. ἐπι- „nad-” i łac. centrum „środek”) – punkt na powierzchni skorupy ziemskiej położony w najbliższej odległości, to znaczy pionowo, nad ogniskiem trzęsienia ziemi, czyli hipocentrum. Obszar położony wokół epicentrum, zwany obszarem epicentralnym, jest miejscem największych zniszczeń.
Termin „epicentrum” jest bardzo często niepoprawnie stosowany na określenie hipocentrum, zwłaszcza gdy hipocentrum znajduje się pod dnem morza.